# سومی علی
سومی علی (اردو: سومی علی، عربی: سومی علی ; متولد ۲۵ مارس ۱۹۷۶) یک بازیگر، نویسنده، فیلمساز، مدل و فعال پاکستانی-آمریکایی است که در فیلم‌های بالیوود کار کرده است. او یک سازمان غیرانتفاعی به نام No More Tears را اداره می‌کند.
سومی علی در ۲۵ مارس ۱۹۷۶ در کراچی در سند پاکستان در خانواده‌ای ثروتمند و ممتاز به دنیا آمد. مادرش تهمینه عراقی و پدرش مدن پاکستانی است. پس از تحصیل در صومعه عیسی و مریم کراچی تا سن ۹ سالگی، به همراه مادر و برادرش به فلوریدا جنوبی در ایالات متحده نقل مکان کرد. سومی علی طی مصاحبه‌ای فاش کرد که در سن ۵ و ۹ سالگی در زمانی که در کراچی زندگی می‌کرد مورد آزار جنسی قرار گرفت و زمانی که به فلوریدا نقل مکان کرد، در مدرسه مورد آزار و اذیت قرار گرفت و در سن ۱۴ سالگی توسط یک پسر محله مورد تجاوز جنسی قرار گرفت.
او در فیلم سکوت بازی کرده است.

## فیلم شناسی
- ۱۹۹۳ کریشنا آوتار
- ۱۹۹۴ انتها
- ۱۹۹۴ مرد خائن
- ۱۹۹۴ سومی کیه؟
- ۱۹۹۴ بیایید عاشق شویم
- ۱۹۹۵ اعتصاب
- ۱۹۹۶ مافیا
- ۱۹۹۷ سکوت